# Campeonato Cearense de Futebol de 2019 - Terceira Divisão
O Campeonato Cearense de Futebol - Terceira Divisão de 2019 é a 16ª edição do torneio, organizado pela Federação Cearense de Futebol. A competição premiará os clubes com duas vagas para a segunda divisão de 2020. Ao todo, seis equipes disputarão a competição.

## Regulamento
Os 6 (seis) clubes serão divididos em dois grupos de três equipes, definidos pelo critério geográfico. Na Primeira Fase, os clubes jogarão entre si dentro do próprio grupo, em partidas de ida e volta, classificando-se dois clubes de cada grupo para a Fase Semifinal. Em caso de empate em pontos ganhos entre dois ou mais clubes ao final da Primeira Fase, o desempate, para efeito de classificação, será efetuado observando-se os critérios abaixo:
1º) maior número de vitórias;
2º) maior saldo de gols;
3º) maior número de gols pró;
4º) confronto direto (entre dois clubes somente);
5º) menor número de cartões vermelhos recebidos;
6º) menor número de cartões amarelos recebidos;
7º) sorteio.
Na Fase Semifinal, os quatro clubes classificados jogarão em partidas de ida e volta, com mando de campo do segundo jogo para o clube com melhor colocação na Primeira Fase, nos seguintes grupos:
GRUPO C: 1º Colocado do Grupo A x 2º Colocado do Grupo B
GRUPO D: 1º Colocado do Grupo B x 2º Colocado do Grupo A
Ao final dos dois jogos, o clube que somar o maior número de pontos ganhos estará classificado para a Fase Final. Ao final dos dois jogos, em caso de empate em pontos ganhos, o desempate para indicação do clube classificado será efetuado observando-se os critérios abaixo:
1º) maior saldo de gols;
2º) cobrança de pênaltis, de acordo com os critérios adotados pela IFAB.
Na Fase Final, os clubes jogarão em partida única, com mando de campo para o clube com melhor campanha em toda a competição. Em caso de empate no tempo normal, a definição do campeão será na cobrança de pênaltis. Para efeitos de definição de melhor campanha (mando de campo na Fase Final), os
critérios abaixo serão observados:
1º) maior quantidade de pontos ganhos em toda a competição (Primeira Fase e Semifinal);
2º) maior número de vitórias em toda a competição (Primeira Fase e Semifinal);
3º) melhor saldo de gols em toda a competição (Primeira Fase e Semifinal);
4º) maior número de gols pró em toda a competição (Primeira Fase e Semifinal);
5º) menor número de cartões vermelhos recebidos (Primeira Fase e Semifinal);
6º) menor número de cartões amarelos recebidos (Primeira Fase e Semifinal);
7º) sorteio.
Ao clube vencedor da Fase Final será atribuído o título de Campeão Cearense da Série C 2019.
Os dois clubes classificados para a Fase Final acessarão a Série B em 2020

## Participantes
| Equipe           | Cidade      | Em 2018        | Estádio (capacidade)               | Títulos        |
| ---------------- | ----------- | -------------- | ---------------------------------- | -------------- |
| Itapipoca        | Itapipoca   | 9º (Série B)   | Perilo Teixeira (10.000)           | 0 (não possui) |
| Nova Russas      | Nova Russas | 7° (Série C)   | Mouraozão (2.500)                  | 0 (não possui) |
| Pacatuba         | Pacatuba    | 8° (Série C)   | Domingão (10.500)                  | 0 (não possui) |
| Tianguá          | Tianguá     | 4° (Série C)   | Mouraozão (2.500) / Junco (10.000) | 1 (em 2016)    |
| Verdes Mares     | Fortaleza   | 3° (Série C)   | Raimundo de Oliveira (3.516)       | 0 (não possui) |
| Arsenal do Ceará | Caridade    | Não participou | Domingão (10.500)                  | 0 (não possui) |

## Primeira fase

### Grupo A
| Classificação | Classificação    | Classificação | Classificação | Classificação | Classificação | Classificação | Classificação | Classificação | Classificação | Classificação | Classificação |
| Pos           | Times            | Pts           | J             | V             | E             | D             | GP            | GC            | SG            | %             |               |
| ------------- | ---------------- | ------------- | ------------- | ------------- | ------------- | ------------- | ------------- | ------------- | ------------- | ------------- | ------------- |
| 1             | Verdes Mares     | 10            | 4             | 3             | 1             | 0             | 11            | 2             | 9             | 83%           |               |
| 2             | Pacatuba         | 7             | 4             | 2             | 1             | 1             | 5             | 3             | 2             | 58%           |               |
| 3             | Arsenal do Ceará | 0             | 4             | 0             | 0             | 4             | 3             | 14            | -11           | 0%            |               |

|  |                                   |
|  | Classificados para a Segunda Fase |
|  | Eliminado na primeira fase        |

| Resultados       | Resultados | Resultados | Resultados |
|                  | ARS        | PAC        | VMA        |
| ---------------- | ---------- | ---------- | ---------- |
| Arsenal do Ceará | —          | 1-3        | 1-2        |
| Pacatuba         | 2-0        | —          | 0-2        |
| Verdes Mares     | 7-1        | 0-0        | —          |

| Legenda: Vitória do mandante — Vitória do visitante — Empate |

### Grupo B
| Classificação | Classificação | Classificação | Classificação | Classificação | Classificação | Classificação | Classificação | Classificação | Classificação | Classificação | Classificação |
| Pos           | Times         | Pts           | J             | V             | E             | D             | GP            | GC            | SG            | %             |               |
| ------------- | ------------- | ------------- | ------------- | ------------- | ------------- | ------------- | ------------- | ------------- | ------------- | ------------- | ------------- |
| 1             | Nova Russas   | 10            | 4             | 3             | 1             | 0             | 5             | 2             | 3             | 83%           |               |
| 2             | Itapipoca     | 6             | 4             | 2             | 0             | 2             | 4             | 3             | 1             | 50%           |               |
| 3             | Tianguá       | 1             | 4             | 0             | 1             | 3             | 1             | 5             | -4            | 8%            |               |

|  |                                   |
|  | Classificados para a Segunda Fase |
|  | Eliminado na primeira fase        |

| Resultados  | Resultados | Resultados | Resultados |
|             | ITA        | NVR        | TIA        |
| ----------- | ---------- | ---------- | ---------- |
| Itapipoca   | —          | 1-2        | 2-0        |
| Nova Russas | 1-0        | —          | 1-0        |
| Tianguá     | 0-1        | 1-1        | —          |

| Legenda: Vitória do mandante — Vitória do visitante — Empate |

## Fase final
Em itálico, os times que possuem o mando de campo no primeiro jogo do confronto e em negrito os times classificados.
|  | Semifinais   | Semifinais | Semifinais | Semifinais |   |           | Final | Final |
|  |              |            |            |            |   |           |       |       |
|  | Verdes Mares | 0          | 0          | 0          |   |           |       |       |
|  | Itapipoca    | 1          | 3          | 4          |   |           |       |       |
|  | Itapipoca    | 1          | 3          | 4          |   | Itapipoca | 0     |       |
|  |              |            |            |            |   | Itapipoca | 0     |       |
|  |              | Pacatuba   | 1          |            |   |           |       |       |
|  | Nova Russas  | Pacatuba   | 1          | 2          | 1 | 3         |       |       |
|  | Nova Russas  |            |            | 2          | 1 | 3         |       |       |
|  | Pacatuba     | 1          | 3          | 4          |   |           |       |       |

## Premiação
| Campeonato cearense série C de 2019 |
| ----------------------------------- |
| Pacatuba Campeão (1.º título)       |